# Emilio Frullani
Emilio Frullani (født 1808 i Firenze, død 24. oktober 1879 sammesteds) var en italiensk digter. 
Frullani studerede jura ved Pisas Universitet og fik en ansættelse under retsvæsenet; både 1849 og 1859 deltog han i de politiske bevægelser. Han kom så ind i parlamentet (1860) og desuden i Firenzes byråd, hvor han 1865 fik foranlediget det store Dante-jubilæum. Hans poesi er fin, elegisk og sjælfuld (for eksempel Le tre anime), under Ppåvirkning af de mange sorger, der kort tid efter hverandre ramte ham ved tab af hans nærmeste. Frullanis digtninge er udkomne som Versi (1863) og Nuovi Versi (1874). Desuden udgav han sammen med Gargani det litteraturhistoriske værk Della casa di Dante, relazione con documenti (2 bind, 1864-69).